# Piombo e tritolo
Piombo e tritolo (Twelve Chinks and a Woman, conosciuto anche come The Doll's Bad News) è un romanzo giallo di genere hard boiled dello scrittore James Hadley Chase, pubblicato nel 1941. È un seguito del romanzo Niente orchidee per Miss Blandish, avendo come protagonista il detective privato Dave Fenner.
Il romanzo è stato tradotto in tedesco, finlandese, afrikaans, russo, francese e italiano.

## Trama
Dave Fenner, dopo aver risolto il caso Blandish, è divenuto famoso e agiato, tanto da potersi trasferire a New York e permettersi una segretaria, Paula. Un giorno arriva una giovane molto bella e chic, che afferma di non avere notizie della sorella: Marian Daley (così dice di chiamarsi) si toglie la camicetta per mostrare a Fenner la schiena coperta di lividi e gli lascia seimila dollari perché l'investigatore lavori per lei. Poco dopo, un certo Lindsay riconosce Fenner in un bar e cerca a sua volta di ingaggiarlo perché sua figlia è scomparsa, ma Dave rifiuta con fermezza l'incarico, di competenza dell'FBI. Tornato allo studio, trova un cinese morto e capisce che si tratta di un tranello, legato alla visita di Marian Daley (che infatti aveva parlato di cinesi). Si sbarazza del cadavere portandolo in un altro studio vuoto, ma la polizia non  si fa attendere e l'ispettore Grosset lo pressa in vari modi. Per fortuna Fenner aveva affidato a Paula i seimila dollari di Marian e lei li aveva depositati in banca.
Poiché la sedicente Marian si era dileguata, Fenner non sa dove cercarla, ma ha ricevuto la visita di due cubani violenti, venuti per spaventarlo. Da un suo contatto, Ike Bush, apprende dove sono alloggiati e qui trova il cadavere smembrato di quella che sembra essere Marian. Qui recupera anche una preziosa lettera che lo indirizza a Key West, in Florida. L'arrivo dei due cubani non sorprende l'investigatore che, dopo una lotta furiosa, li uccide entrambi. Per sfuggire alla polizia (che non potrebbe tuttavia sospettarlo), egli parte in fretta per Key West, indirizzato da Ike a un certo Usignolo, killer di professione. Ike lo ha presentato come Dave Ross, gangster; così arriva in Florida assumendo le arie di un gradasso e si presenta ai boss della malavita locale.
Il più potente criminale della città, Pio Carlos, gestisce un fiorente traffico di cinesi fatti entrare illegalmente e poi dirottati come mano d'opera a coltivatori della costa Ovest. Al suo servizio c'è una squadra di uomini armati di mitra Thompson e bombe artigianali. Fenner/Ross è ingaggiato (anche se non piace a nessuno) e riesce ad avvisare un funzionario dell'FBI, Hosskiss, affinché si colgano sul fatto i trafficanti di uomini. Invece il piano è favorevole a Carlos, che mette al sicuro la "merce", anche a causa della lentezza d'azione degli agenti federali. Prima di tutto questo, l'investigatore ha incontrato Glorie Leadler, tanto somigliante a Marian Daley che deve proprio essere la sorella scapestrata della cui ricerca è incaricato. Ma Glorie se la spassa con un playboy, Thayler, del quale non è chiara la posizione verso la banda di Carlos.
Fallita la cattura di Carlos e soci, Fenner/Ross si rivolge a un certo Noolen, che aspira alla supremazia sulla città. L'investigatore convince la banda a sabotare le barche di Carlos: con lo stesso tipo di armi, avviene un attacco totale che costa la vita a vari scagnozzi di Carlos, oltre alla rovina della flottiglia. Purtroppo, a causa di Glorie, si scoprono l'identità e la professione di Fenner, che è sottoposto a un durissimo interrogatorio architettato da Carlos in persona. Quando il detective, malmenato a lungo, riprende conoscenza, si trova in casa di Usignolo ed è curato dalla segretaria Ricciolina Robbins. La scia di violenza si abbatte sui due che, accoltellati dai cubani di Carlos (e pur facendo parte della sua cricca), rilasciano a Fenner le loro confessioni: Ricciolina è la moglie di Thayler, che procura i cinesi a Carlos (e se la fa con la Leadler); Usignolo invece avverte Fenner che un tale Bogsey, ingaggiato da Dave per proteggere Glorie, ha fatto il doppiogioco e ha spifferato tutto a Carlos, che ha mandato i suoi sicari.
Intanto Glorie si è rifugiata in una casa un po' isolata. Dave la raggiunge, ma nel tragitto rischia continuamente la vita, perché ormai le bande rivali sono incontenibili e anche la polizia e i federali sparano a vista. Fenner si imbatte in molti cadaveri: Thayler, Noolen, Bogsey e Carlos. Nel frattempo, grazie alle ricerche da lui richieste all'FBI e a Paula a New York, scopre che il corpo, da lui creduto di Marian Daley, era in  realtà quanto restava della figlia di Lindsay: a questo punto ha compreso che Marian non era mai esistita e che Glorie (dopo essersi fatta dipingere dei lividi sulla schiena) aveva recitato a beneficio del detective. Glorie deve confessare e ammette di essere stata a New York con Thayler e un cinese di cui era innamorata. Ucciso questo dai due cubani inviati da Carlos, restava da sistemare la povera Lindsay, rimasta vittima della violenza di Thayler. Da qui il tranello per Fenner. i due si lasciano con Fenner che predice a Glorie almeno una condanna per omicidio, mentre la donna è convinta che manchino le prove per punirla.

## Personaggi
- Dave Fenner alias Dave Ross', investigatore privato di New York.
- Paula Dolan, segretaria di Fenner.
- Andrew Lindsay, padre di una figlia scomparsa.
- Marian Daley, cliente di Fenner, afferma di non ritrovare la sorella.
- Grosset, della polizia di New York.
- Ike Bush, "amico", o meglio contatto di Fenner.
- Usignolo, killer di Key West )Florida); per copertura gestisce un'agenzia di pompe funebri.
- Ricciolina Robbins, segretaria di Usignolo.
- Reiger, Miller, uomini di Carlos.
- Pio Carlos, gangster a Key West.
- Bogsey, altro uomo di Carlos.
- Noolen, gangster rivale di Carlos.
- Glorie Leadler, ragazza bellissima, sosia di Marian Daley.
- Thayler Harry), playboy, se la fa con  Glorie.
- Hosskiss, agente FBI.

## Edizioni in italiano
- James Hadley Chase, Piombo e tritolo, traduzione di Milly Griffi; Il Giallo Mondadori n. 962, Milano: 1967
- James Hadley Chase, Piombo e tritolo, traduzione di Milly Griffi, I Classici del Giallo Mondadori n. 522, Milano: 1987